# Heliophanus kochii
Espèce
Synonymes
- Heliophanus albosignatus L. Koch, 1867
- Heliophanus armatus Simon, 1868
- Heliophanus calcarifer Simon, 1868
- Heliophanus cernuus Simon, 1868
- Salticus furcatus O. Pickard-Cambridge, 1872

Heliophanus kochii est une espèce d'araignées aranéomorphes de la famille des Salticidae.

## Distribution
Cette espèce se rencontre en Europe, en Macaronésie, en Afrique du Nord, en Turquie, au Caucase, au Proche-Orient, en Iran et au Kazakhstan.
Elle a été introduite au Canada  et au États-Unis dans l'État de New York.

## Description
Le mâle syntype mesure 3,75 mm et la femelle syntype 5 mm.
Les mâles mesurent de 3,2 à 4 mm et les femelles de 4,2 à 5,3 mm.

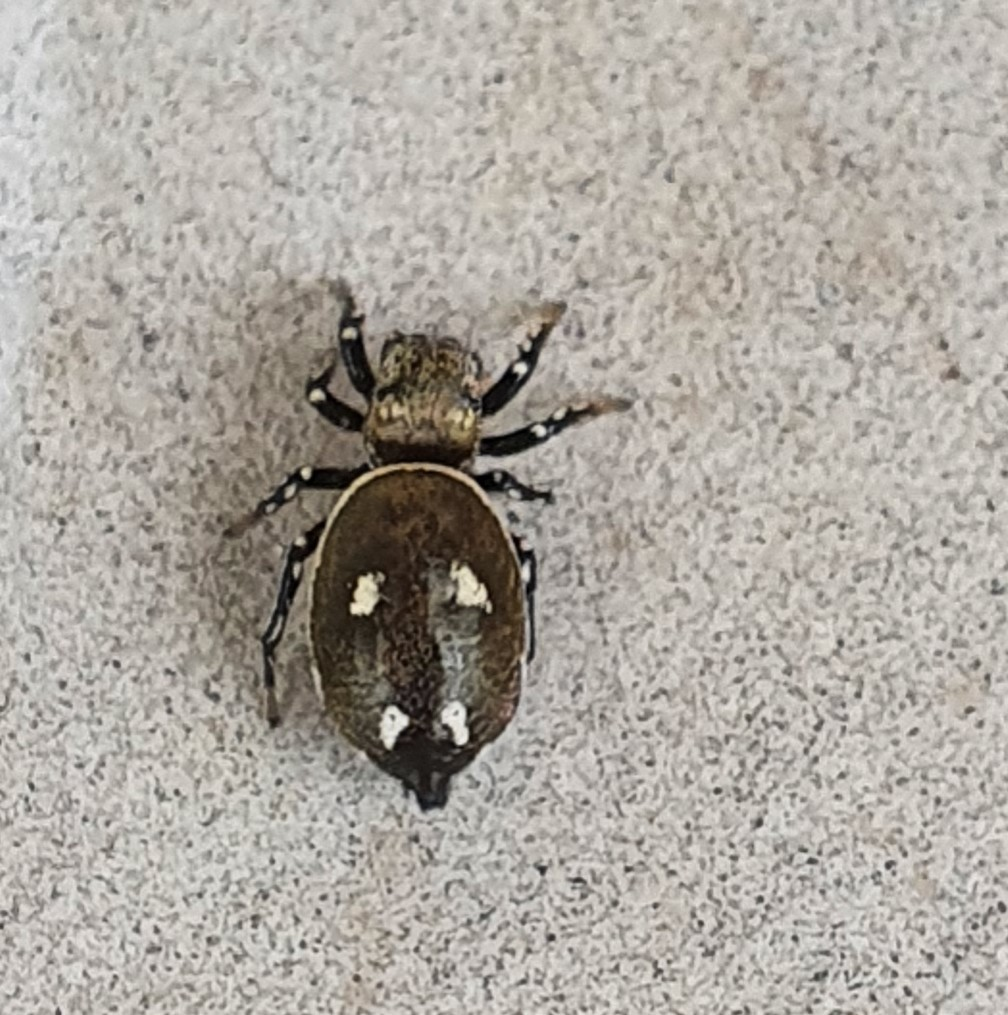
Heliophanus kochii

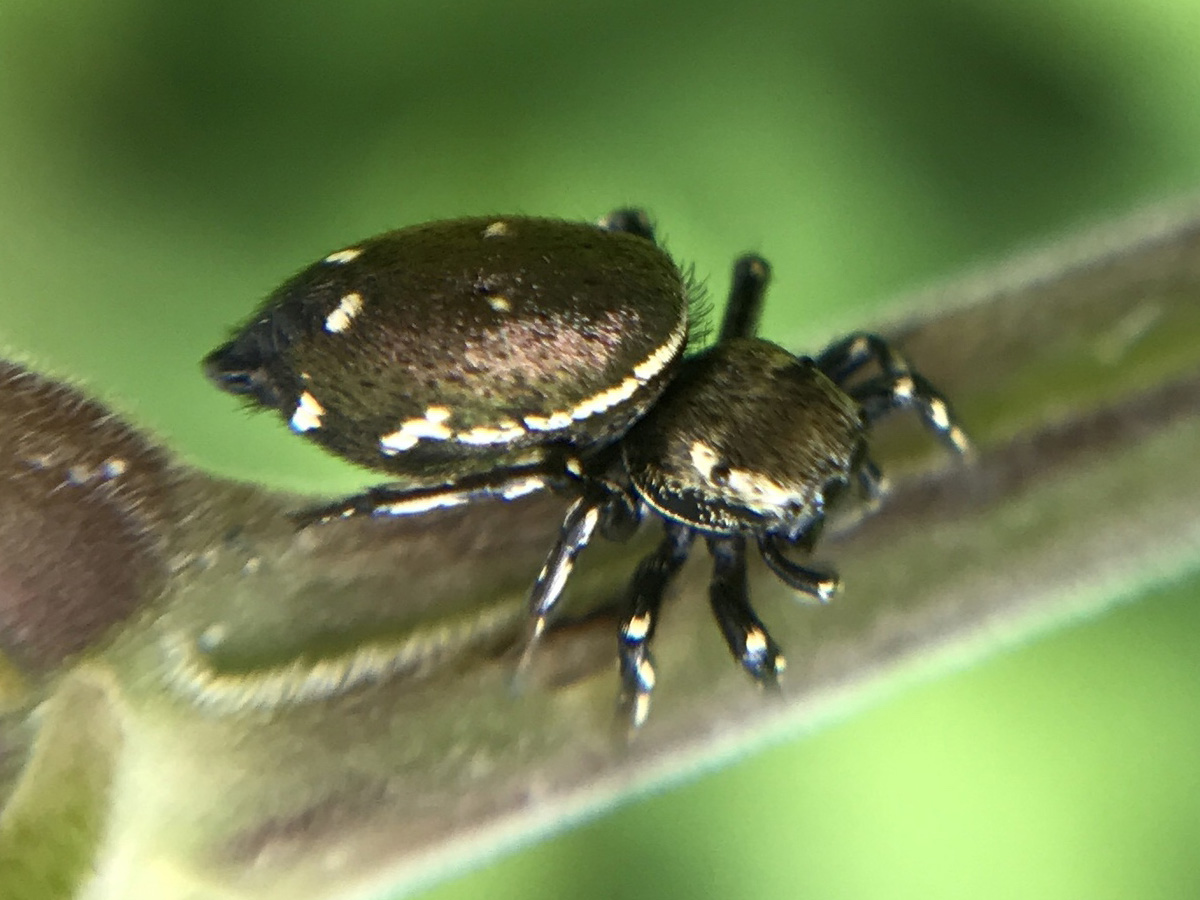
Heliophanus kochii

Heliophanus kochii est une saltique de couleur marron clair à noirâtre avec des reflets métallisés. Elle présente quatre points blancs caractéristiques ainsi qu'une fine ligne blanche sur l'abdomen.

## Systématique et taxinomie
Cette espèce a été décrite par Simon en 1868.
Heliophanus albosignatus,, Heliophanus calcarifer, Heliophanus cernuus et Salticus furcatus ont été placées en synonymie par Wesołowska en 1986.

## Étymologie
Cette espèce est nommée en l'honneur de Ludwig Carl Christian Koch.

## Publication originale
- Simon, 1868 : « Monographie des espèces européennes de la famille des attides (Attidae Sundewall. - Saltigradae Latreille). » Annales de la Société Entomologique de France, sér. 4, vol. 8, p. 11-72 & 529-726 (texte intégral).